# Chiesa di San Giacomo (Tesimo)
La chiesa di San Giacomo, o di San Giacomo Maggiore, è una chiesa cattolica situata presso Grissiano, località del comune di Tesimo in Alto Adige. È sussidiaria della parrocchiale di Santa Maria Assunta di Tesimo e fa parte della diocesi di Bolzano-Bressanone.

## Storia

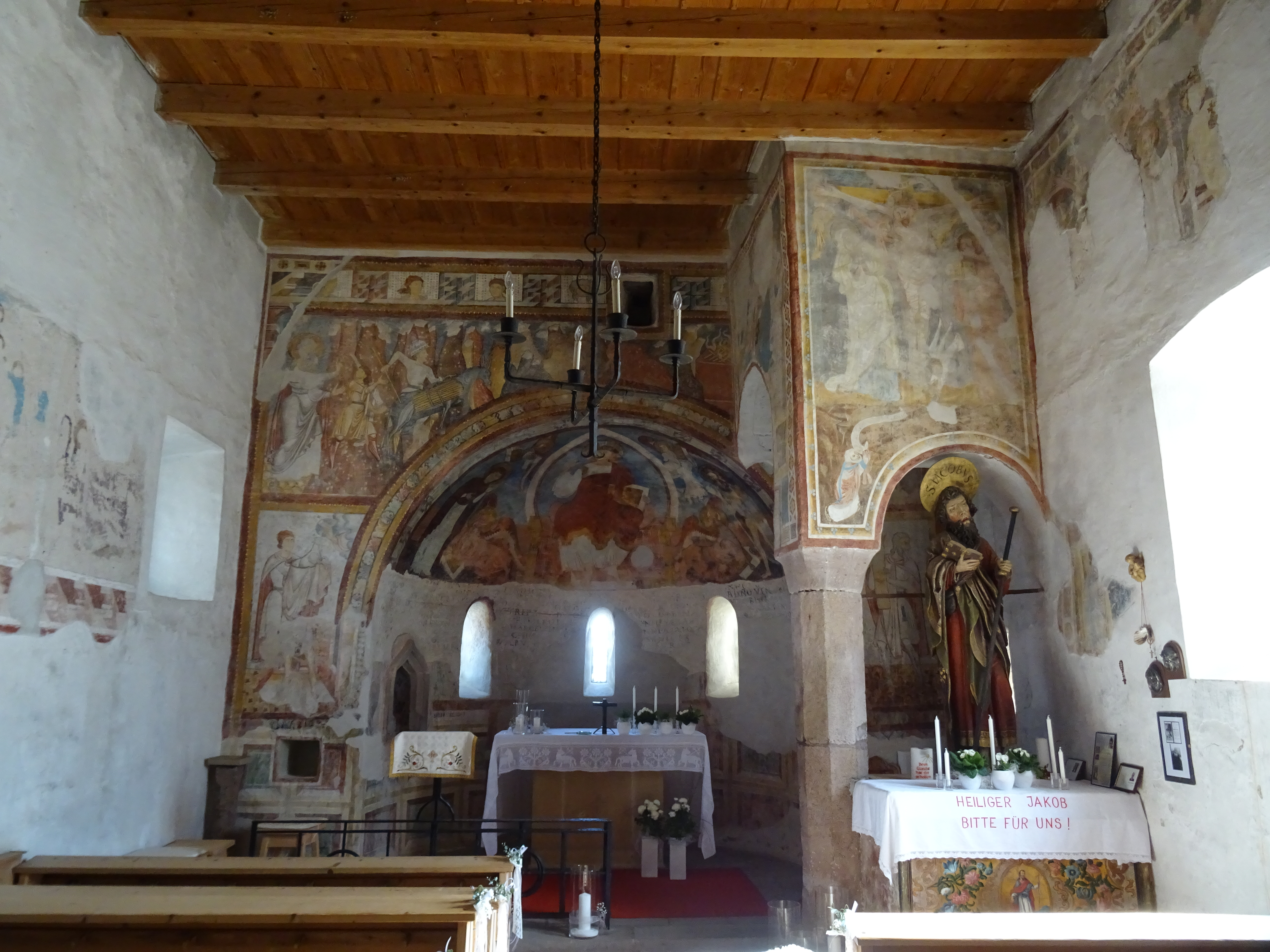
Interno

Consacrata il 12 maggio 1142 dal vescovo di Bressanone Artmanno, si tratta di una delle numerose chiese dedicate all'apostolo Giacomo il Maggiore costruite a partire dal XI secolo lungo la via per Santiago. Un primo ciclo di affreschi venne steso verso il 1220, e alcune scene vennero danneggiato nel 1380 quando venne aggiunto il campanile; sempre a fine Trecento venne steso un ciclo di affreschi gotici, che andò anche a ricoprire quelli romanici, e poi tutti gli affreschi furono scialbati alla fine del Quattrocento. Nel 1680 vi fu un rimaneggiamento generale della chiesa; l'originale soffitto piano venne sostituito con una volta a botte, e venne rifatta la parte superiore del campanile. 
Gli affreschi interni vennero riscoperti da Tullio Brizzi, incaricato dalla Soprindentenza ai Monumenti di Trento, con un restauro del 1926-27; parte delle pitture gotiche venne asportata a strappo senza troppa cura, per riportare alla luce gli affreschi romanici sottostanti ritenuti di maggior pregio, e gli elementi asportati sono andati in gran parte perduti (un Trono della Grazia è stato ritrovato nel Museo Civico di Bolzano). Un altro intervento del 1956-58 restituì alla chiesa il soffitto piano, mentre nel 2009 sono stati consolidati e ripuliti gli affreschi.

## Descrizione

### Esterno

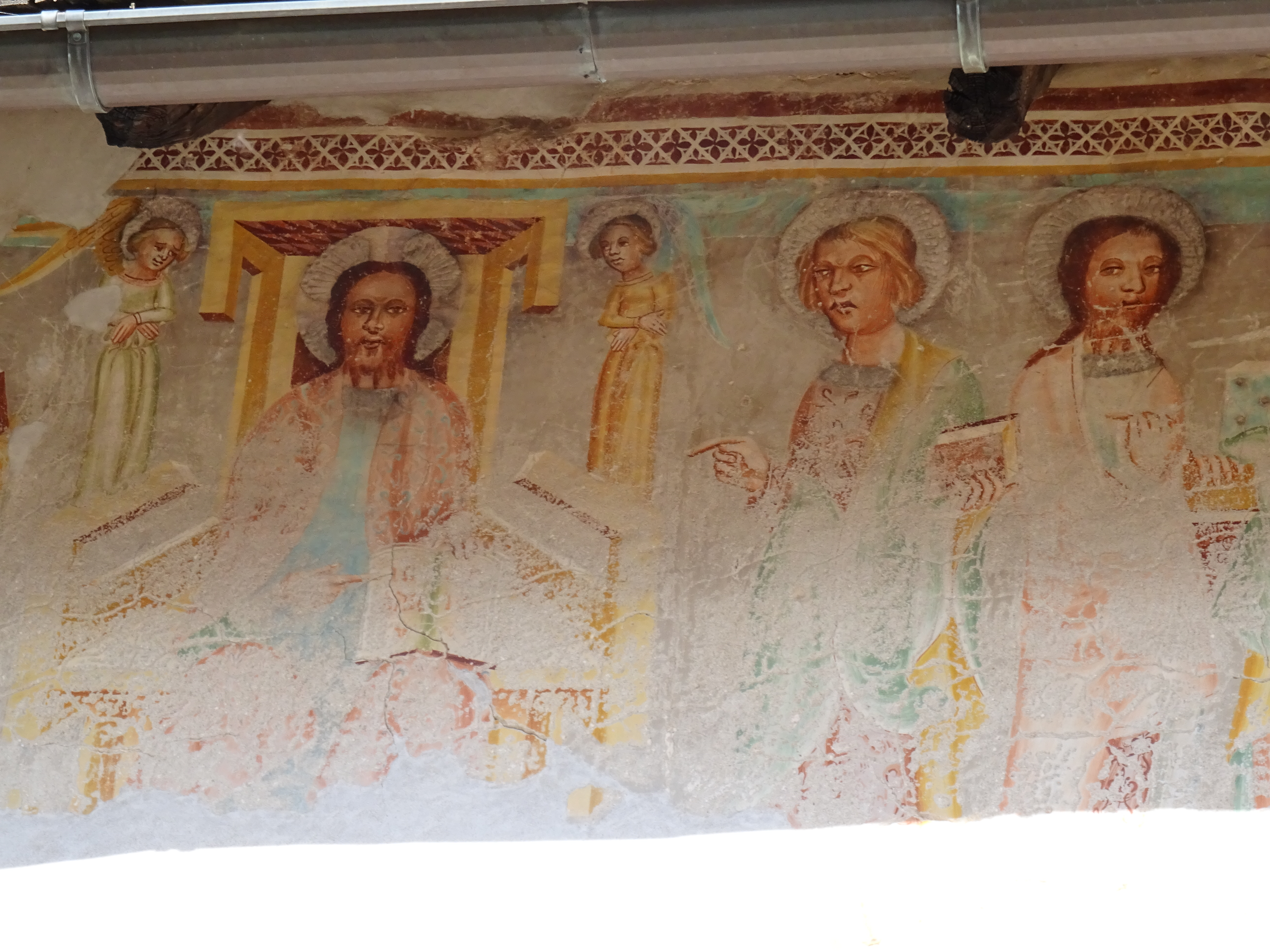
Dettaglio degli affreschi esterni sulla parete sud

La chiesa, regolarmente orientata verso est, sorge sulla cima di una collinetta affacciata a strapiombo sul torrente Grissian, frequentata già in epoca preistorica; alla collina si accede tramite un vialetto realizzato nel 2008, con sette colonnine ispirate ai sacramenti realizzate dall'artista vetraio Christoph Gabrieli. 
L'edificio si presenta con facciata a capanna completamente cieca; sul fianco meridionale si apre l'unico ingresso, un portalino incorniciato in pietra con timpano ad arco, decorato con croce greca e rosette, affiancato a destra da una finestra rettangolare. Il campanile, incorporato nell'angolo sud-est della chiesa, è una torre a base quadrata, con cella campanaria aperta da monofore e guglia piramidale; al suo interno sono conservate due campane, una fusa da Christoph Lorenz nel 1712, l'altra da Cesare Brighenti nel 1930. 
Nella fascia più alta della parete sud, risalenti al 1400 circa, sono dipinti Cristo in trono con i dodici apostoli e l'uomo dei dolori con la figura di un cavaliere offerente inginocchiato, mentre sul lato orientale del campanile è presente un affresco della Madonna con Bambino del 1420 circa, di autore bolzanino di scuola post-giottesca.
Nei pressi della chiesa si trova un capitello votivo a edicola di metà Quattrocento, con affrescati Cristo nel sepolcro sul timpano, la Crocifissione all'interno, il velo della Veronica sull'intradosso della nicchia, le sante Dorotea e Caterina a sinistra e san Leonardo e forse santo Stefano a destra.

### Interno

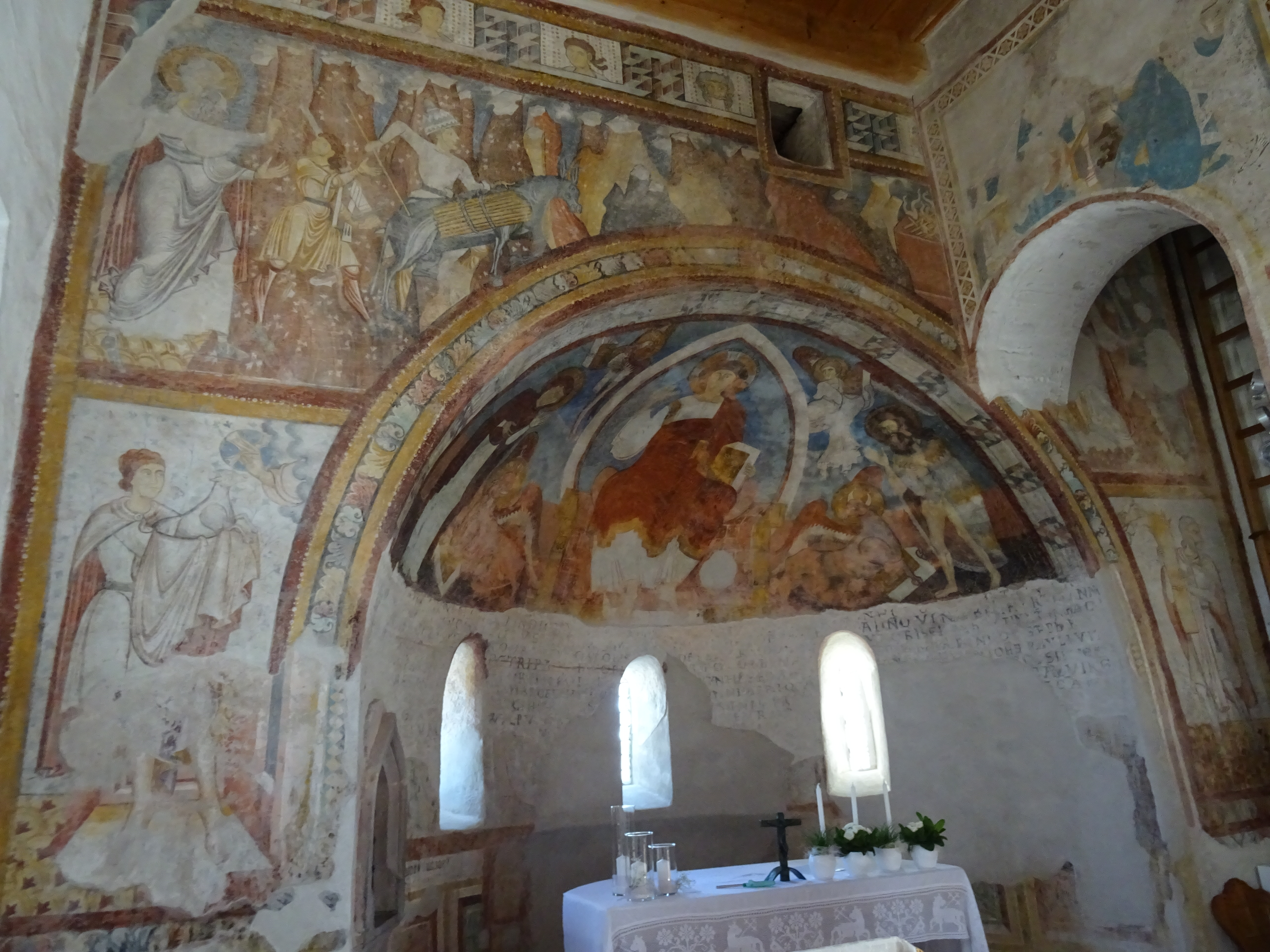
Gli affreschi della zona absidale

L'interno consiste di un'unica navata, conclusa da un'abside semicircolare; la base del campanile, sostenuta da una colonna angolare, ingombra il lato dell'epistola. Sono presenti quattro altari: il maggiore, realizzato intorno al 1500 e attribuibile forse a Hans Klocker o alla sua scuola, quello laterale, su cui si erge una grande statua lignea di san Giacomo di inizio Cinquecento, e due altari barocchi appesi alla parete di controfacciata, con pale raffiguranti san Giacomo (1756) e san Francesco Saverio (1675).
La zona absidale è decorata da affreschi romanici duecenteschi. Sull'arco santo, bordato in alto da un fregio a meandro, corre una fila di teste maschili di stampo classico; al di sotto vi sono due scene del sacrificio di Isacco, con fondali molto dettagliati su cui appaiono dei monti innevati, forse rappresentati le Dolomiti: nella prima scena vi sono Abramo, Isacco e un servitore che conduce l'asino con legna che giungono al luogo del sacrificio, e nella seconda (in parte perduta con la costruzione del campanile) vi è l'angelo che ferma Abramo dal compiere il sacrificio. Più in basso ancora sono rappresentate le offerte di Abele (a sinistra) e Caino (a destra). Nel catino absidale è affrescato Cristo in una mandorla, fiancheggiato da Maria e Giovanni il Battista e circondato dai simboli degli evangelisti. Tutti questi affreschi sono opera di un "maestro di Grissiano", vicino all'artista che operò nella cappella di castel d'Appiano; il loro stile mescola elementi della tradizione artistica nordica con altri di stampo veneto-bizantino, e il maestro di Grissiano sembra avvicinabile in particolare all'ambiente che produsse le pitture della cripta di Monte Maria e della chiesa di San Nicolò, entrambe a Burgusio, e soprattutto quelle della coeva chiesa di Santa Maria del Conforto a Bolzano. A Grissiano è coadiuvato da un aiutante dalla formazione visibilmente diversa, più affine al neobizantinismo di Aquileia, la cui mano si riconosce nella scena del sacrificio di Isacco.
Gli altri affreschi della chiesa sono gotici, di fine Trecento: sulle pareti interne del campanile vi sono la Crocifissione di Gesù e l'adorazione dei Magi, e in navata, per quanto frammentarie, vi sono la leggenda di san Giacomo e dell'impiccato e varie figure di santi.